# Кодігоро
Кодігоро, Кодіґоро (італ. Codigoro) — муніципалітет в Італії, у регіоні Емілія-Романья, провінція Феррара.
Кодігоро розташоване на відстані близько 330 км на північ від Рима, 75 км на північний схід від Болоньї, 39 км на схід від Феррари.
Населення — 12 134 особи (2014).

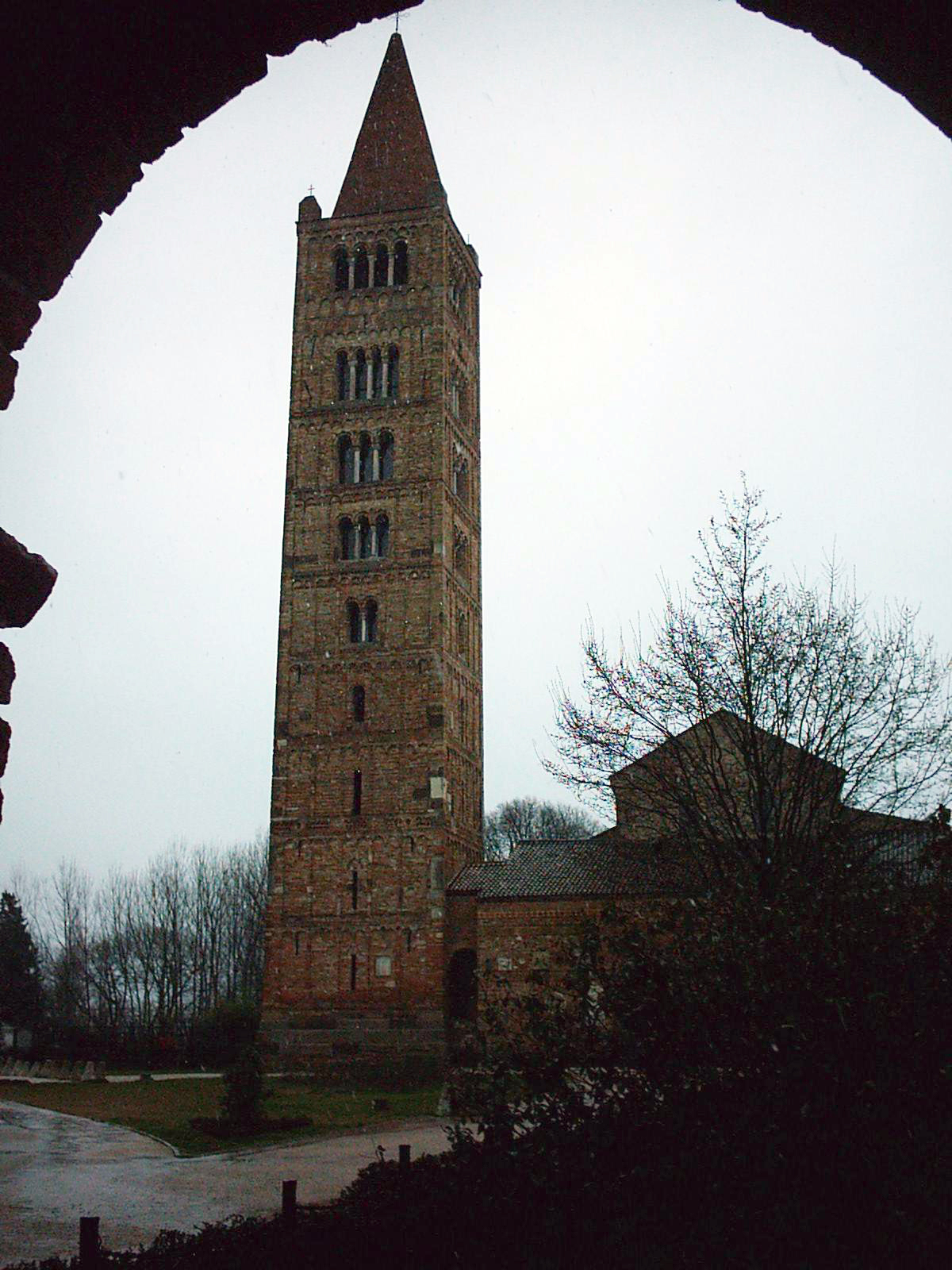

Щорічний фестиваль відбувається 11 листопада. Покровитель — святий Мартин.

## Демографія
Населення за роками:

Станом на 1 січня 2023 року в муніципалітеті офіційно проживали 973 іноземці з 55 країн, серед них 419 громадян країн Євросоюзу та 87 громадян України.

## Клімат
| CODIGORO             | Місяці | Місяці | Місяці | Місяці | Місяці | Місяці | Місяці | Місяці | Місяці | Місяці | Місяці | Місяці | Пора | Пора | Пора | Пора | Рік  |
| CODIGORO             | Січ    | Лют    | Бер    | Кві    | Тра    | Чер    | Лип    | Сер    | Вер    | Жов    | Лис    | Гру    | Зим  | Вес  | Літ  | Осі  | Рік  |
| -------------------- | ------ | ------ | ------ | ------ | ------ | ------ | ------ | ------ | ------ | ------ | ------ | ------ | ---- | ---- | ---- | ---- | ---- |
| Темп. макс. (°C)     | 4.9    | 8.6    | 13.1   | 17.8   | 22.5   | 26.7   | 28.7   | 27.7   | 24.2   | 18.5   | 11.4   | 5.7    | 6.4  | 17.8 | 27.7 | 18   | 17.5 |
| Темп. мін. (°C)      | -0.7   | 1.3    | 4.1    | 8.0    | 12.6   | 16.3   | 18.2   | 18.1   | 14.9   | 9.8    | 5.1    | 0.3    | 0.3  | 8.2  | 17.5 | 9.9  | 9    |
| Опади (мм)           | 42     | 28     | 31     | 41     | 62     | 46     | 47     | 56     | 46     | 46     | 69     | 44     | 114  | 134  | 149  | 161  | 558  |
| Дні опадів (≥ 1 мм)  | 7      | 5      | 6      | 7      | 7      | 5      | 5      | 6      | 4      | 6      | 8      | 6      | 18   | 20   | 16   | 18   | 72   |
| Роза вітрів (Вузлів) | NW 4.3 | NW 4.7 | NW 5.0 | NW 5.0 | NW 5.5 | NW 4.8 | NW 5.1 | NW 4.6 | NW 4.4 | NW 4.2 | NW 4.9 | NW 4.7 | 4.6  | 5.2  | 4.8  | 4.5  | 4.8  |

## Сусідні муніципалітети
- Берра
- Комаккьо
- Горо
- Йоланда-ді-Савоя
- Лагозанто
- Мезола
- Фіскалья